# Surtees TS11
De Surtees TS11 is een Formule 5000-raceauto die werd gebouwd door de Surtees Racing Organisation en werd ingezet door Speed International Racing in 1972.

## Voorgeschiedenis
De eerste auto die de Surtees Racing Organisation zelf bouwde was de Surtees TS5 voor de Formule 5000/Formule A. Die auto stond aan de basis van de eerste Formule 1-auto, de Surtees TS7, die nog door teameigenaar John Surtees zelf werd gereden. Daarop volgde een tweede Formule 5000-auto, de Surtees TS8 en daarna de Surtees TS9(B) voor de Formule 1. 

## Surtees TS11
Die laatste auto stond model voor de Surtees TS11 die in 1972 verscheen. De auto was duidelijk gebaseerd op de TS9B, waarbij de radiateurs links en rechts aan de zij/achterkant zaten. Bij eerdere modellen zat de radiateur nog voor in de neus van de auto. Het eerste prototype werd in oktober 1971 door John Surtees getest op Goodwood, maar enkele dagen later crashte coureur Mike Hailwood ermee. Toch meldde Surtees dat er in november als zes auto's besteld waren door klantenteams, als eerste het Speed International Team van Jackie Epstein en Ray Allen. Halverwege maart 1972 had dit team slechts de beschikking over één Surtees, waardoor Allen zijn seizoen moest aanvangen met een oude McLaren. Toch werd er nog een aantal auto's geleverd: een voor Mike Hailwood voor de Tasman Races in Australië, twee voor Sam Posey voor de Formula A in de Verenigde Staten en waarschijnlijk ook nog de auto voor Ray Allen. Het Speed International Team liet een van de auto's echter ook rijden door Clive Santo, Willie Wood, Johnty Williamson en Gijs van Lennep, die er het Europees F5000-kampioenschap van 1972 mee won. In totaal werden er waarschijnlijk zes auto's gebouwd, naast enkele vervangings-chassis voor gerashte auto's. Ze werden na het seizoen 1972 ook vaak weer doorverkocht, waardoor ze tot 1974 verschenen in allerlei races. 
De Surtees TS11 zou geen opvolger krijgen. Tot het einde in 1978 bouwde Surtees voornamelijk auto's voor de Formule 1 en de Formule 2.